# Dendrobium remotisepalum
Dendrobium remotisepalum är en orkidéart som beskrevs av Johannes Jacobus Smith. Dendrobium remotisepalum ingår i släktet Dendrobium, och familjen orkidéer. Inga underarter finns listade i Catalogue of Life.